# Срубная культурно-историческая общность
Сру́бная культу́рно-истори́ческая о́бщность — общность археологических культур поздней бронзы (XVIII—XIII века до нашей эры) в степной и лесостепной полосах Восточной Европы между Днепром и Уралом, с отдельными памятниками на Северном Кавказе и в Западной Сибири.
Была выделена как культура в 1901—1903 годах российским археологом В. А. Городцовым, но в 1970-х годах Н. Я. Мерперт и Е. Н. Черных обратили внимание на локальные различия внутри культуры и ввели в научный оборот понятие «срубная культурно-историческая общность». Представлена памятниками покровской (XVIII—XV века до нашей эры) и бережновско-маёвской (XVII—XII века до нашей эры) срубных культур, представляющими собой поселения, некрополи, мастерские, рудники, клады и единичные находки. Жилища — землянки, полуземлянки и наземные. Некрополи представлены курганными и грунтовыми могильниками. В курганной стратиграфии срубные погребения занимают верхнее положение по отношению к могилам ямной и катакомбной общностей. Обряд предусматривал захоронение умершего в ямах или деревянных срубах в согнутом положении, на левом боку, кисти рук перед лицом. Известны также случаи кремации. Погребальный инвентарь представлен острорёберными и баночными сосудами, реже — изделиями из металла. Изменение климатических условий, истощение природных ресурсов и перенаселение привели к резкому сокращению численности населения и культурной трансформации племён срубной общности.

## История исследования

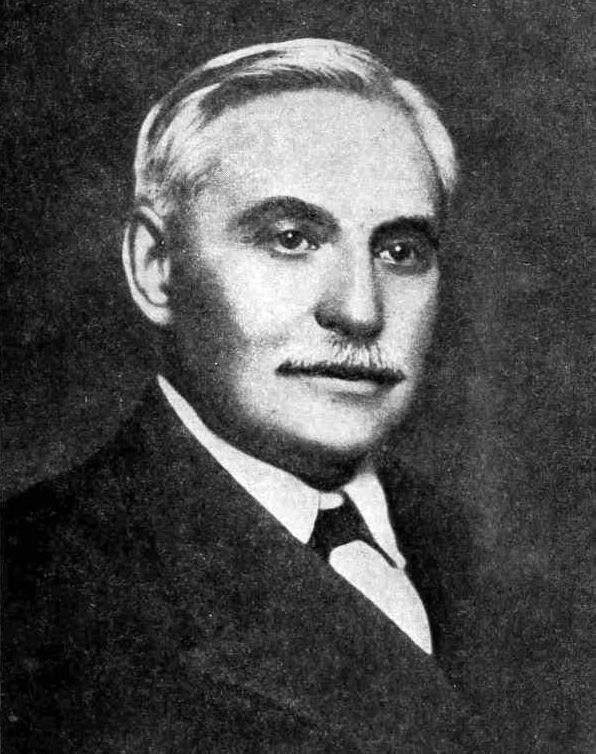
Василий Алексеевич Городцов (первооткрыватель срубной культуры)

Первооткрывателем срубной культуры является В. А. Городцов, который в 1901—1903 годах в процессе исследования курганных древностей Северского Донца обратил своё внимание на скорченные погребения в деревянных рамах — срубах. В соответствии с конструктивными особенностями погребального сооружения выделенная им культура получила название срубной.
Концепцию происхождения культуры от полтавкинских памятников Заволжья и миграции её на позднем этапе разработала в середине 1950-х годов О. А. Кривцова-Гракова. В 1970-х годах Н. Я. Мерперт и Е. Н. Черных обратили своё внимание на локальные различия внутри срубной культуры, но выделение отдельных локальных вариантов или культур, по их мнению, на тот момент было проблематичным.
Позднее, в ходе научных исследований, ряд исследователей обратил своё внимание на антропологические, хронологические и культурные различия степных и лесостепных памятников, что подтвердило гипотезу о локальных различиях в среде срубной культуры. Н. Я. Мерпертом и Е. Н. Черных в научный оборот вводится понятие «срубной культурно-исторической общности», что отражает её культурную неоднородность. В середине 1970-х годов Н. К. Качалова по материалам Нижней Волги выделила бережновский тип памятников, а И. Ф. Ковалёва по материалам Маёвского могильника (г. Днепропетровск) — маёвский тип памятников. В 1990-х годах Н. М. Малов и О. В. Кузьмина на основе материалов Покровского могильника выделяют отдельную покровскую культуру.
Общие черты погребального обряда бережновского и маёвского типов памятников позволили В. В. Отрощенко объединить оба типа в отдельную бережновско-маёвскую культуру в составе срубной культурно-исторической общности эпохи поздней бронзы. Ю. М. Бровендер выделил в среде бережновско-маёвской срубной культуры степановский тип памятников. Таким образом, в среде срубной культурно-исторической общности эпохи поздней бронзы выделяют покровскую и бережновско-маёвскую срубные культуры и степановский тип памятников, что отражает её культурную неоднородность и особенности формирования.

## Происхождение срубной общности
Проблема происхождения срубной культуры (позднее срубной культурно-исторической общности) была поставлена ещё В. А. Городцовым в 1907 году, почти сразу после открытия на Северском Донце подкурганных захоронений в срубах. Исследователь сформировал миграционную концепцию происхождения, которая была окончательно оформлена в середине 1950-х годов О. А. Кривцовой-Граковой. Исследовательница считала, что срубная культура сформировалась в Поволжье на основе полтавкинской культуры среднего бронзового века. Одним из вариантов этой гипотезы является концепция волго-уральского культурогенеза В. С. Бочкарёва.
Миграционная теория не получила абсолютной поддержки в научном сообществе. Н. Н. Чередниченко высказался за автохтонное происхождение срубной культуры. По его мнению, все локальные варианты срубной культуры синхронны, и единого центра происхождения культуры не было, а формирование каждого варианта следует объяснять, исходя из специфики местной археологической ситуации.
В. В. Отрощенко разработал в 1990-х годах концепцию развития срубной культурно-исторической общности от синташтинской, доно-волжской абашевской, бабинской культур и памятников потаповского типа Среднего Поволжья в процессе их этнокультурных взаимодействий. В соответствии с ней исследователь выделил в среде общности покровскую и бережновско-маёвскую срубные культуры, которые сложились, по его мнению, на разной основе. Покровская срубная культура складывается в лесостепном междуречье Дона и Волги вследствие политических и культурных влияний носителей синташтинской культуры на позднеабашевское население, откуда и распространяется в другие регионы.
Протобережновские памятники распространены в Нижнем Поволжье, где, по мнению исследователя, на позднекатакомбное население наслаивается пришлый с востока новокумакский этнический компонент. Позднее племена покровской срубной культуры продвигаются на Левобережье Северского Донца, где полностью ассимилируются носителями бабинской культуры. В результате ассимиляции покровского населения бабинскими племенами формируется бережновско-маёвская срубная культура.

### Покровская срубная культура

Реконструкция поселения металлургов-литейщиков Усово озеро (покровская срубная культура)

Покровская срубная культура (XVIII—XV века до нашей эры) распространена в степной и лесостепной полосе от Северского Донца до Волги. Отдельные памятники представлены на Урале. Эпонимным памятником является Покровский могильник в саратовском Поволжье, который был исследован П. С. Рыковым в 1920-х годах у г. Покровск (ныне — Энгельс). Выделена в начале 1990-х годов Н. М. Маловым и О. В. Кузьминой как покровская культура. Сформировалась на базе доно-волжской абашевской культуры при непосредственном влиянии синташтинской и памятников потаповского типа Среднего Поволжья. Памятники представлены поселениями, могильниками, кладами, рудниками, мастерскими и случайными находками. Поселения располагались в непосредственной близости от рек на небольших возвышениях. Наиболее изученные поселения — Усово озеро, Мосоловка, Капитаново, Янохино, Рубцы и Проказино.
Жилища — наземные, землянки и полуземлянки каркасно-столбовой конструкции с двускатной или шатровидной крышей. Стены сложены из дёрна, брёвен, редко — камня. В больших постройках жилая часть чаще всего обособлена от подсобно-хозяйственной. Внутри жилищ располагались один или несколько очагов, ямы, иногда колодец. Погребальные памятники представлены курганными и грунтовыми могильниками. Размещаются преимущественно на террасах или возвышенностях по берегам рек, реже — на водоразделах. Курганные могильники покровской культуры включают небольшое количество насыпей — от 2 до 15. Одиночные курганы и огромные некрополи являются редкостью.
Курганная насыпь возводилась после совершения последнего захоронения. Количество погребений в кургане варьирует от 1 до 100. Усопших хоронили в подпрямоугольных ямах, иногда в срубах в скорченном положении на левом боку, в позе адорации, головой на север. В качестве погребального инвентаря выступают сосуды, реже — оружие и украшения. В могилах также фиксируются кости животных — остатки мясной пищи. Наиболее изученные могильники — Покровский, Староябалаклинский и Новопавловский. Керамический комплекс культуры представлен преимущественно острорёберными горшками с геометрическим орнаментом. Орудия труда и оружие из камня представлены разнообразными топорами и булавами, наконечниками стрел, скрёблами, молотами, ножами, наковальнями, рудотёрками и абразивами. Известны и украшения — фаянсовые бусины, желобчатые височные подвески и браслеты. Широко распространены изделия из кости: псалии, шилья, лощила, проколки, иглы, спицы, наконечники стрел. Орудия из металла представлены топорами, серпами, тёслами и долотами, проколками, черенковыми ножами с широким ромбическим перекрестием и кинжалами с прилитой рукоятью. Распространены и украшения из бронзы, сурьмы и золота: кольца, височные серьги, бляшки и браслеты. Основу хозяйства носителей покровской культуры составляло стойловое и отгонное скотоводство. Население покровской срубной культуры в этническом плане представляет индоиранскую этническую группу и имело определённые признаки индоарийского этноса на раннем этапе её развития.

### Бережновско-маёвская срубная культура

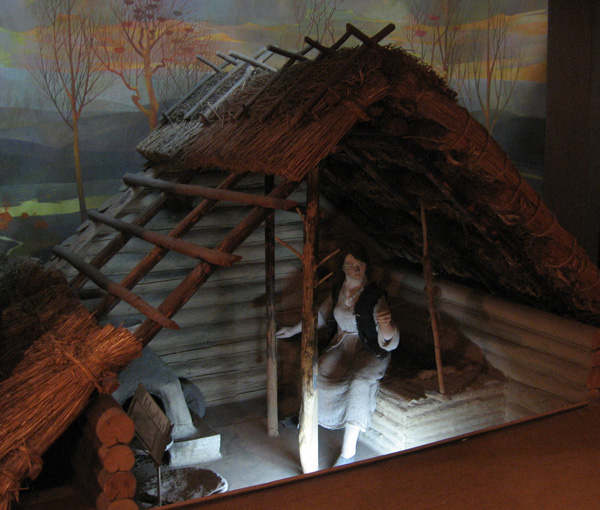
Реконструкция жилища (бережновско-маёвская срубная культура)

Бережновско-маёвская срубная культура (XVII—XII века до нашей эры) распространена в степной и лесостепной полосе от Ингульца до Волги. Эпонимными памятниками являются Бережновский курганный могильник в Поволжье и Маёвский могильник у г. Днепропетровск. В 70-х годах XX века Н. К. Качаловой был выделен бережновский тип памятников, а И. Ф. Ковалёвой — маёвский. Общие черты погребального обряда позволили В. В. Отрощенко объединить оба типа в отдельную бережновско-маёвскую культуру в составе срубной культурно-исторической общности. Ю. М. Бровендер выделяет в её среде степановский тип памятников. Сформировалась на базе бабинской и покровской срубной культур. Памятники представлены поселениями, курганными и грунтовыми могильниками, рудниками, мастерскими, кладами и случайными находками. Поселения располагались в непосредственной близости от рек на небольших возвышениях. Жилища представлены землянками, полуземлянками и наземными постройками с каменными основаниями стен. Для отопления жилищ использовали очаги.
Погребальные памятники представлены курганными и грунтовыми могильниками. Курганные некрополи размещаются преимущественно на террасах или возвышенностях по берегам рек, реже — на водоразделах. Включают небольшое количество насыпей, как правило, с несколькими досыпками. Практиковалось сооружение длинных курганов. Усопших хоронили преимущественно в подпрямоугольных ямах, иногда каменных ящиках, в срубах в скорченном положении на левом боку, головой на восток. Известны также и кремации. Грунтовые могильники бережновско-маёвской культуры размещаются преимущественно на краях коренных берегов, первых надпойменных террасах и на небольших природных возвышенностях в пойме — в непосредственной близости от рек и синхронных им поселений. Погребения представлены ингумациями и кремациями. Захоронения по обряду ингумации совершались в подпрямоугольных ямах и каменных ящиках. Погребений в срубах на территории грунтовых могильников не зафиксировано. Усопшие располагались в скорченном положении на левом боку, головой на восток. Кремации представлены погребениями в сосудах-урнах и в небольших грунтовых ямках. В качестве погребального инвентаря выступают сосуды, реже встречаются изделия из металла.
Керамика представлена баночными, горшковидными и острорёберными сосудами с геометрическим орнаментом в виде горизонтальных и наклонных линий, каннелюров, зигзагов, ёлочек и прочих геометрических фигур. Иногда на сосудах, преимущественно в их верхней части, встречаются шнуровой орнамент и разнообразные знаки в виде крестов, солярных знаков, прямоугольников, схематических антропоморфных и зооморфных изображений. Ряд исследователей видит в них примитивное пиктографическое письмо. Содержание этих знаков пока не расшифровано. В погребениях встречается также и деревянная культовая посуда, порой с бронзовыми оковками. Орудия труда и оружие из камня представлены разнообразными топорами и булавами, скреблами, молотами, ножами, наковальнями, рудотёрками и абразивами. Широко распространены изделия из кости: псалии, шилья, лощила, проколки, иглы, спицы, наконечники стрел. Орудия из металла представлены топорами, серпами, тёслами и долотами, проколками, иглами, черенковыми ножами с выделенным перекрестьем и кинжалами с кольцевым упором.
Распространены и украшения из металла: кольца, височные серьги, подвески из проволоки. Основу хозяйства составляло стойловое и отгонное скотоводство, которое дополняло земледелие. В этническом плане носители бережновско-маёвской культуры представляют ираноязычную группу индоевропейской языковой семьи. В последнее время активно ведется научная дискуссия относительно верхнего хронологического предела срубной культурно-исторической общности. Некоторые исследователи продлевают её время существования вплоть до IX—VIII веков до нашей эры.

## Тип хозяйства
Тип хозяйства носителей срубной культурно-исторической общности базировался преимущественно на стойловом и отгонном скотоводстве, которое у населения бережновско-маёвской срубной культуры частично дополняло земледелие. В Днепро-Донецком междуречье обнаружены единичные зёрна культурных злаков, что свидетельствует о наличии пойменного земледелия в хозяйстве срубных племён. В предкавказских и прикаспийских степях и полупустынях, возможно, практиковалось полукочевое скотоводство. Тем не менее, основой хозяйства оседлого срубного населения эпохи поздней бронзы являлось стойловое и отгонное скотоводство.
Приоритетным являлось разведение крупного рогатого скота, меньший процент в стаде составляли лошади. Важную роль в хозяйстве населения срубной культурно-исторической общности занимало горно-металлургическое производство, которое базировалось на медистых песчаниках Приуралья (Каргалинское месторождение) и Донецкого кряжа (Бахмутское месторождение), использовались и рудопроявления Среднего Поволжья. Базовое производство изделий из металла преимущественно располагалось в нескольких посёлках металлургов-литейщиков — Усово озеро (Подонечье), Мосоловка (Подонье), Липовый Овраг (Среднее Поволжье), Горный 1 (Приуралье).
Орудия, необходимые для металлообработки, представлены топорами, молотами, молотками, рудотёрками, плоскими и желобчатыми тёслами и долотами, черенковыми ножами «срубного» типа и кинжалами. В позднесрубное время срубные кузнецы овладевают секретом получения кричного железа, из которого отковываются первые немногочисленные изделия, преимущественно небольших размеров и слабые по качеству изготовления. Встречаются украшения из золота.

## Духовная культура
На основании остатков регулярных зимних жертвоприношений собак в Красносамарском, археолог Д. Энтони предположил наличие у срубников инициаций юношей, во время которых нарушалось табу на употребление собачатины. Из сравнительной индоевропейской мифологии широко известны инициации мальчиков в юношеские военизированные коллективы, в ходе которых инсценировалось оборотничество юноши в волка или пса.

## Этническая принадлежность
Отсутствие письменных источников осложняет решение вопроса об этноязыковой принадлежности племён срубной культурно-исторической общности эпохи поздней бронзы. Традиционно считается, что срубники, как и их восточные соседи андроновцы, были носителями индоиранской речи.
Одним из методов определения этнической принадлежности срубников может быть этимологический анализ древнейших гидронимов и топонимов ареала срубной общности. В. И. Абаев считал их происхождение доскифским. Позднее Н. Л. Членова проследила иранские гидронимы в степной и лесостепной полосе от Днепра до Оби, ареал которых совпал с ареалом племён срубной и андроновской культурно-исторических общностей. По мнению исследовательницы, это доказывало принадлежность срубников и андроновцев к носителям иранского праязыка.
По мнению В. В. Напольских, заимствования в финно-угорских языках свидетельствуют о том, что носители степных культур эпохи бронзы говорили на языке не иранского, а индоарийского типа. Подобную атрибуцию, о которой свидетельствует фонетика заимствований, традиционно отвергали по причинам исторического характера. Восточноиранская речь распространилась в степи лишь с культурой валиковой керамики в конце II тысячелетия до н. э.
Носители срубной культуры хронологически предшествовали скифам и киммерийцам. По этой причине срубная культура зачастую рассматривается как археологический аналог первых иранских диалектов Северного Причерноморья. Иными словами, носители культуры — предшественники скифов и родственных им народов. Однако существует и другая точка зрения: ареал срубной культуры — плацдарм, из которого происходила миграция древних иранцев на северо-запад современного Ирана. Согласно этой точке зрения, полукочевые скотоводческие племена срубной культурно-исторической общности представляют иранскую группу индоевропейской языковой семьи на раннем этапе её развития.

## Антропология и палеогенетика

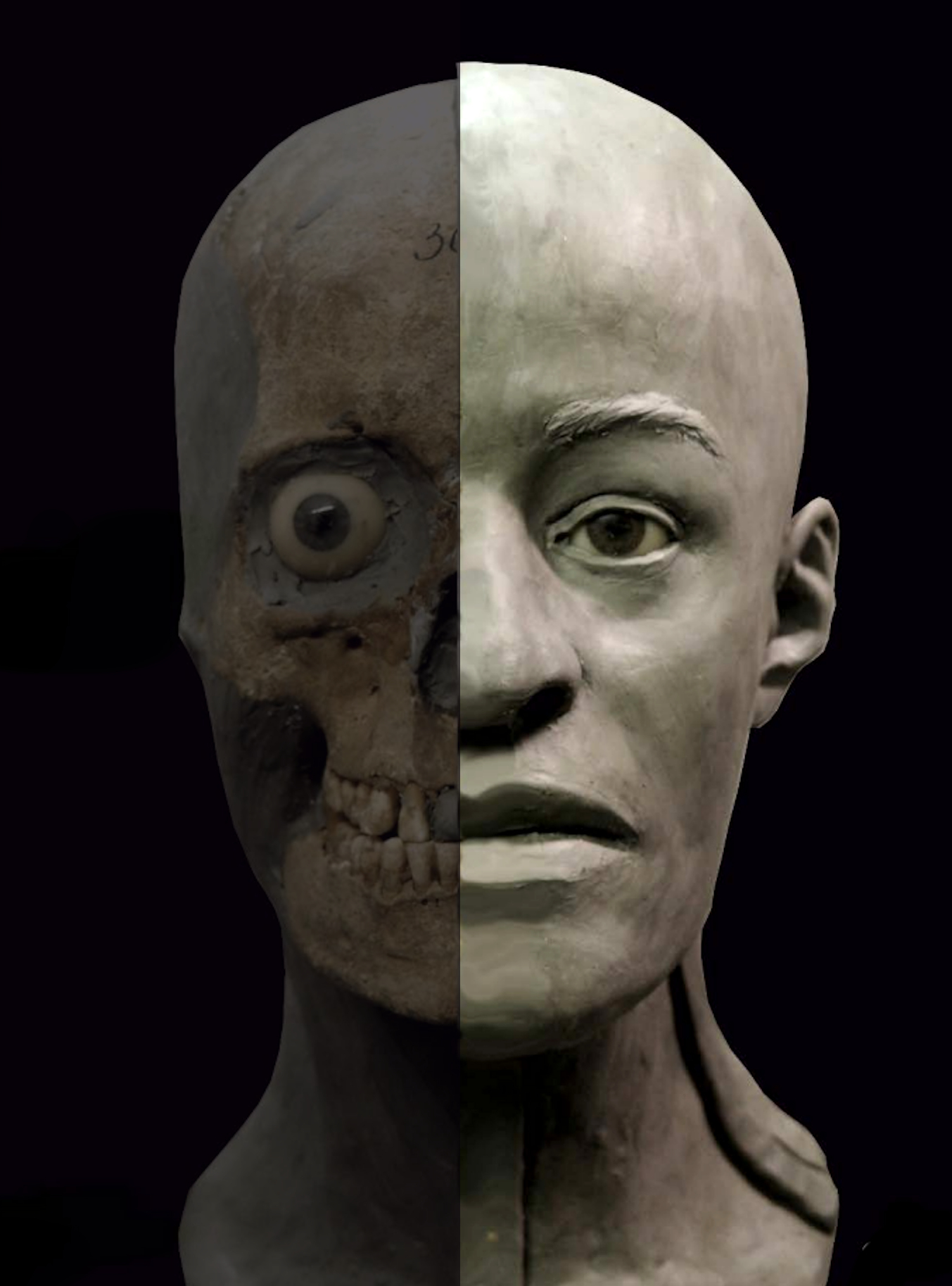
Реконструкция облика молодой женщины из курганного могильника Аксай I

Данные краниологии и одонтологии свидетельствуют об участии в расогенезе срубного населения двух групп: массивных европеоидов Поволжья и грацильных южных европеоидов из Средней Азии.
У шести представителей срубной культуры, живших 3900—3200 лет назад, была обнаружена Y-хромосомная гаплогруппа R1a (субклады R1a1, R1a1a, R1a1a1b2, R1a1a1b2a2a-Z2123), у 14 представителей были определены митохондриальные гаплогруппы U5a1 (2 образца), U5a1f2, U5a2a1, K1b2a, I1a1, T1a1, T2b4, J2b1a2a, H2b, H3g (2 образца), H5b, H6a1a.
Анализ 35 геномов из захоронений, относящихся к четырём культурным группам: срубная-алакульская культура (бронзовый век), киммерийцы, скифы и сарматы (железный век), возрастом от 1900 до 400 лет до н. э. показал, что киммерийцы, скифы и сарматы — кочевые народности железного века, не являются прямыми потомками носителей срубно-алакульской культуры, имеют более древнего общего предка бронзового века. Как и многие кочевые народы, они имеют смешанное происхождение. Киммерийцы оказались генетически ближе к карасукской культуре, имеющей влияние восточно-азиатских народов, чем к срубной, где влияние восточно-азиатских народов отсутствует. Ближе всего к срубной культуре оказались скифы, которые имеют генетические отличия как от киммерийцев, так и от сарматов. Однако это не означает прямой генетической преемственности между срубно-алакульской популяцией и западными скифами, жившими на той же территории.
Срубная культура образует общую кладу с афанасьевской, синташтинской и андроновской культурами. Исследования также показывают генетическое родство представителей срубной культуры с северными и северо-восточными современными европейцами.

## Историческая судьба
Ранняя и средняя фазы эпохи позднего бронзового века в Восточной Европе совпадают с благоприятными климатическими условиями — преимущественно влажная и тёплая погода. Наблюдается резкий подъём производящих форм хозяйства. Соответственно, в XVIII—XIII веках до нашей эры наблюдается максимальная плотность заселения всех регионов восточноевропейской степи и лесостепи. Рождается срубная культурно-историческая общность, которой суждено было завершать традицию образования великих этнокультурных объединений в Восточной Европе в эпоху бронзы. Демографический взрыв в среде срубной общности, пик которого приходится в лесостепи на XVI—XV века до нашей эры, а в степи на XIV—XIII века до нашей эры, предположительно вызвал истощение природных ресурсов и спровоцировал распад срубной культурно-исторической общности.
Аридизация (иссушение) климата в конце эпохи бронзы (XI—VIII века до н. э.) способствовало деградации и исчезновению срубной культуры. Изменение климатических условий на сухие и прохладные вкупе с проблемой перенаселённости привело к катастрофическим последствиям, для описания которых используется термин «бронзовый коллапс». Резко сокращается численность населения, что по археологическим данным фиксируется в уменьшении количества поселений и их культурной трансформации. Носители срубной культурно-исторической общности приняли непосредственное участие в формировании белозерской и бондарихинской культур финального этапа эпохи бронзы и оказали заметное влияние на население лесной полосы Восточной Европы в лице поздняковской и приказанской культур.
| Лепной баночный сосуд | Ножи с ромбическим перекрестием | Кельт и вислообушные топоры | Лепной баночный сосуд |